# Pichitphong Choeichiu
Pichitphong Choeichiu (thail. พิชิตพงษ์ เฉยฉิว; Yasothon, 28 agosto 1982) è un calciatore thailandese, centrocampista.

## Carriera

### Club
Choeichiu giocò con le maglie di Krung Thai Bank e Muangthong United.

### Nazionale
Conta 46 presenze per la Thailandia. Fece parte della squadra che partecipò alla Coppa d'Asia 2007.

## Palmarès

### Club

#### Competizioni nazionali
- Campionato thailandese: 4

Krung Thai Bank: 2002-2003, 2003-2004
Muangthong United: 2009, 2010
- Kor Royal Cup: 1

Krung Thai Bank: 2004

### Nazionale
- VFF Cup: 1

2008